# Rihko Haarlaa
Rihko Heikki Tapani Haarlaa, född 3 juni 1939 i Nummis, är en finländsk skogsvetare och professor emeritus vid Helsingfors universitet.
Haarlaa avlade filosofie doktorsexamen 1973. Han var 1974–1984 biträdande professor i skogsteknologi vid Helsingfors universitet och 1984–2002 innehavare av den svenskspråkiga professuren i ämnet. Han deltog under en lång tid i utvecklandet av undervisnings- och forskningssamarbetet mellan de baltiska och de nordiska länderna på skogsteknologins område. Bland Haalaas arbeten märks avhandlingen The effect of terrain on the output in forest transportation of timber (1973).
År 2003 utnämndes han till hedersdoktor vid Estlands lantbruksuniversitet.